# Big Band Theory
Ne doit pas être confondu avec The Big Bang Theory.
Albums de Carla Bley
Go Together
(1993) Songs with Legs
(1994)
Big Band Theory est un album de la pianiste et compositrice de jazz américaine Carla Bley sorti en 1993 chez Watt/ECM.

## À propos de l'album
Carla Bley est à la tête d'un big band de 18 musiciens. Birds of Paradise est une commande du festival de Glasgow. Goodbye Pork Pie Hat de Charles Mingus est joué ici dans une version fidèle à l'original.

## Réception critique
Pour Scott Yanow (AllMusic) « malgré de belles réussites, les auditeurs qui s'attendent à l'humour turbulent de ses albums précédents seront déçus. […] Dans l'ensemble, cet album plutôt agréable n'est pas à la hauteur de que ce à quoi on pourrait s'attendre de Carla Bley ». Pour Tyran Grillo Big Band Theory est un album « plein de fraîcheur, invitant les auditeurs à y entrer ».

## Liste des pistes
| No | Titre                 | Musique        | Durée |
| -- | --------------------- | -------------- | ----- |
| 1. | On the Stage in Cages | Carla Bley     | 12:39 |
| 2. | Birds of Paradise     | Carla Bley     | 20:21 |
| 3. | Goodbye Pork Pie Hat  | Charles Mingus | 8:38  |
| 4. | Fresh Impression      | Carla Bley     | 7:39  |

## Personnel
- Carla Bley : piano
- Alexander Bălănescu (en) : violon
- Lew Soloff (en), Guy Barker (en), Claude Deppa (en), Steve Waterman (en) : trompette
- Gary Valente, Richard Edwards (en), Annie Whitehead : trombone
- Ashley Slater : trombone basse
- Roger Janotta : flûte, saxophone soprano
- Wolfgang Puschnig : saxophone alto, flûte
- Andy Sheppard : saxophone ténor et soprano
- Pete Hurt (en) : saxophone ténor
- Julian Argüelles (en) : saxophone baryton
- Karen Mantler : orgue basse
- Steve Swallow : guitare basse
- Dennis Mackrel (en) : batterie